# تح، ادلب
تح (به عربی: التح) یک روستا در سوریه است که در ناحیه حیش واقع شده‌است. تح ۸٬۶۰۶ نفر جمعیت دارد.